# Новоегорьевское (Нижегородская область)
Новоегорьевское — деревня в Княгининском районе Нижегородской области. Входит в состав  Ананьевского сельсовета

## География
Находится на расстоянии приблизительно 18 километров по прямой на восток-северо-восток от города Княгинино, административного центра района.

## Население
Постоянное население составляло 12 человек (русские 100%) в 2002 году, 7 в 2010.